# Пакет (мінералогія)
Пакет (рос. пакет, англ. layer, нім. Paket n) — у мінералогії — сукупність йонних комплексів у мінералах шаруватої будови, що складаються з тетраедричних і октаедричних шарів з частковою або повною нейтралізацією електростатичних сил зв'язку. Пакети можуть бути дво-, три-, чотиришарові. Специфічний чотиришаровий пакет мають хлорити, в структурі яких спостерігається чергування тришарових пакетів типу тальку–пірофіліту й одного октаедричного брусито-гідраргілітового пакета.